# Szilardova cena
Ocenění Leo Szilard Lectureship Award (původně nazvané Leo Szilard Award) je udíleno každoročně Americkou fyzikální Společností (APS) za "vynikající úspěchy fyziků v podpoře využití fyziky ve prospěch společnosti". Ocenění je mezinárodní, na památku fyzika Leó Szilárda.
"V letech Szilárdova života a činnosti se stalo zřejmější než kdykoliv předtím, jak velká je odpovědnost vědců vůči společnosti. A je to do velké míry právě Szilárdovou zásluhou, že se takové povědomí začalo šířit ve vědecké komunitě." - Andrej Sacharov

Je často udělováno fyzikům brzy během jejich kariéry, pokud jsou aktivní v oblastech, jako jsou otázky životního prostředí, kontrola zbrojení, nebo politik týkajících se vědy. Od roku 2015 je dotována 3000 dolarů plus $2,000 na cestovní výdaje a od oceněných se očekává že budou přednášet na setkání APS a na vzdělávacích nebo výzkumných workshopech na podporu povědomí o své činnosti.

## Příjemci
Cena se uděluje každoročně a byla poprvé představena v roce 1974.
- 1974 David R. Inglis
- 1975 Bernard T. Feld
- 1976 Richard Garwin
- 1977 not awarded
- 1978 Matthew Meselson
- 1979 Sherwood Rowland
- 1980 Sidney Drell
- 1981 Henry Way Kendall, Hans Bethe
- 1982 Wolfgang K. H. Panofsky
- 1983 Andrei Sakharov[2]
- 1984 Kosta Tsipis
- 1985 James B. Pollack, O. Brian Toon, Thomas P. Ackerman, Richard P. Turco, Carl Sagan, John W. Birks, Paul J. Crutzen
- 1986 Arthur Rosenfeld
- 1987 Thomas B. Cochran
- 1988 Robert H. Williams
- 1989 Anthony Nero
- 1990 Theodore Postol
- 1991 John H. Gibbons
- 1992 Kurt Gottfried
- 1993 Ray Kidder, Roy Woodruff
- 1994 Herbert York
- 1995 Evgeny Velikhov, Roald Sagdeev
- 1996 David Hafemeister
- 1997 Thomas L. Neff
- 1998 David Baird Goldstein, Howard Geller
- 1999 John Alexander Simpson
- 2000 Jeremiah David Sullivan
- 2001 John Harte
- 2002 Henry C. Kelly
- 2003 Robert H. Socolow
- 2004 Marc Ross
- 2005 David K. Barton, Roger Falcone, Daniel Kleppner, Frederick K. Lamb, Ming K. Lau, Harvey L. Lynch, David Moncton, David Montague, David E. Mosher, William Priedhorsky, Maury Tigner, David R. Vaughan
- 2006 Paul G. Richards
- 2007 James E. Hansen
- 2008 Anatoli Diyakov, Pavel Podvig[4]
- 2009 Raymond Jeanloz
- 2010 Frank von Hippel
- 2011 John F. Ahearne
- 2012 Siegfried Hecker
- 2013 Geoffrey West
- 2014 M. V. Ramana, Ramamurti Rajaraman[5]
- 2015 Ashok Gadgil[6]
- 2016 Joel Primack[7]
- 2017 James Timbie[8]